# Hvězdný prach (film, 2007)
Hvězdný prach (v anglickém originále Stardust) je britsko-americký romantický fantasy film režiséra Matthewa Vaughna natočený studiem Paramount Pictures. Námětem pro film byl stejnojmenný román Neila Gaimana. Premiéru měl v roce 2007 a jeho tržby činily přes 135 milionů dolarů.

## Děj
Film Hvězdný prach se odehrává na pomezí dvou světů, a to kouzelného království Hromotvrz (v anglickém originále Stormhold) a anglické vísky Zeď, která je pojmenovaná právě podle zdi, jež brání průchodu mezi těmito světy.
V úvodní části filmu se mladík Dunstan Thorne vydává na průzkum za zeď. U průchodu v pobořené části zdi je konfrontován jejím hlídačem, kterého ale obelstí. A tak se Dunstan ocitá v království Hromotvrz, kde objeví tamější tržiště. Na tržišti je opravdu neobvyklé zboží, živé oči ve skleněné nádobě, malí sloni v kleci pro ptáky a spousta dalších podivuhodností. Dunstan je však nejvíc okouzlen místní prodavačkou, proto se od ní pokouší koupit květiny. Ta mu za polibek nabídne skleněnou sněženku, která majiteli propůjčuje veliké štěstí. Po uskutečnění obchodu mu prozradí, že je čarodějnicí vězněnou princeznou a pozve jej k sobě do vozu. Poté se Dunstan vrací do Zdi. Devět měsíců na to mu hlídač od zdi přináší překvapení v podobě jeho novorozeného syna Tristana Thorne, kterého někdo nechal u průchodu ve zdi.
Hlavní dějová linie se odehrává po osmnácti letech. Popisuje příběh mladého Tristana. Tristan se snaží okouzlit krasavici Victorii Forester. Victoria je bohužel zadaná, její přítel Humphrey je bohatý a zcestovalý, proto Tristan jako pouhý pomocník v obchodě má u Victorie jen málo šancí.
Mezitím probíhá v královském paláci boj o trůn, ze sedmi synů má umírající král Hromotvrzi ještě čtyři dědice. Je zvykem, že následníkem trůnu se stává poslední žijící mužský potomek. Královský dvůr je tedy místem plným pletich a bratrovražd. S ohledem na současnou situaci se král pro zbývající syny rozhodne vytvořit úkol, který spočívá v hledání královského klenotu, který kouzlem vyšle vysoko na oblohu, odkud spadne na neznámé místo. Shodou okolností zasáhne hvězdu, která společně s klenotem dopadne na zem.
Stejného večera, kdy se Tristan snaží okouzlit krásnou Victorii, se od ní dozví, že si bude za týden Humphreyho brát. Pár okamžiků na to spolu vidí na obloze padat hvězdu. Victoria se tedy s Tristanem dohodne, že pokud jí do týdne přinese spadlou hvězdu, svatbu si rozmyslí.
Tristan se vydává za spadlou hvězdou. Jeho cesta vede přes zeď, kde se setkává s jejím hlídačem, od něhož se dozví, že se jeho otec také pokoušel projít, ovšem Tristana hlídač nepustí. Když se Dunstan téhož večera znovu shledá se svým synem, prozradí mu celý příběh a dá mu dopis od jeho matky. Z přečtení dopisu vyplyne, že pokud Tristan zapálí babylonskou svíčku a bude myslet na svou matku, tak se za ní přenese – „Nejrychleji se cestuje po světle svíčky.“
Po rozžehnutí svíčky je Tristan přenesen do Hromotvrzi, přistane na mladé dívce. Je chvíli dezorientovaný, ale pak si uvědomí, že v poslední chvíli mu probleskla hlavou myšlenka na Victorii a zřejmě proto skončil v kráteru po spadlé hvězdě. Z rozhovoru s dívkou Yvaine vyplyne, že právě ona je tou spadlou hvězdou. Tristan jí navrhne, že pokud se s ním vydá za Victorií, tak jí nechá zbytek svíčky, aby se mohla vrátit zpět na oblohu. Poté se společně vydávají na cestu. Yvaine, jakožto hvězda, není zvyklá být vzhůru ve dne a začíná být brzo unavena, proto jí Tristan nechává odpočinout a vydá se hledat něco k snědku.
Tristan ale není sám, kdo touží po spadlé hvězdě. Tři čarodějnice si povšimnuly padající hvězdy a touží po jejím srdci, po jehož snědení by měly znovuzískat nesmrtelnost. Proto se Lamia, nejstarší z nich a královna čarodějnic, vydává na lov hvězdy. Za pomocí runových kamenů zjistí, kde má připravit past. Na místě u cesty, tam, kam jí runové kameny ukázaly, vykouzlí Lamia hostinec, promění svého služebníka Bernarda v děvečku a kozla přemění na hostinského Billyho.
Když je Tristan pryč, přijde Yvaine na pomoc jednorožec. Ten se s Yvaine vydává hledat někoho jiného, kdo by jí pomohl dostat se zpět na oblohu. Po nějakém čase spolu naleznou hostinec s hostinskou Lamií. Ta se snaží, aby Yvaine byla spokojená, a tím i začala co nejvíce zářit. Její srdce tak bude účinnějším prostředkem pro dosažení nesmrtelnosti. Když už se Lamia chystá chopit ostrého střepu, nástroje pro vyříznutí srdce, začne se do hostince dobývat princ Primus a Tristan, hledající nocleh. V hostinci si Primus povšimne náhrdelníku Yvaine. Je to královský klenot, po němž pátrá. Než se ho však stihne zmocnit, je podříznut královnou čarodějnic Lamií, čemuž je svědkem i Yvaine a Tristan vracející se ze stájí. Čarodějnice se je pokusí uvězněné mezi kouzelnými plameny zabít, ale Tristan nezaváhá, svou nově objevenou hvězdu chytí za ruku, řekne jí, ať myslí na domov a strčí kouzelnou svíčku do plamenů. Vzhledem k tomu, že Tristan myslel na svůj domov a Yvaine na její, ocitají se na půli cesty v oblacích, kde je chytí pirátská loď.
Kapitán této vzdušné lodi je obávaný pirát Shakespeare, který si před posádkou hraje na hrdlořeza, přitom je to milovník umění a Anglie. Proto se rozhodne oběma pomoci a přepraví je zase o něco blíže ke Zdi. V průběhu plavby se Yvaine do Tristana zamiluje a chvílemi začíná zářit.
Po vylodění potkávají povoz čarodějce Špindíry Sal, která vězní Tristanovu matku, momentálně žijící v podobě modrého ptáčka. Tristan jí požádá, aby je dopravila na tržiště u Zdi. Ta souhlasí výměnou za skleněnou sněženku, kterou má pověšenou v klopě. Tristan s obchodem souhlasí a sněženku jí dává. Ta je však kouzelná a chránila ho před magií. Čarodějnice ho následně proměňuje v myš a zavírá do klece. Vzhledem k tomu, že je Sal pod vlivem kletby, díky níž nevidí, neslyší ani necítí žádnou hvězdu, nechává Yvaine bez povšimnutí a vydává se zpět na cestu na trh. Během cesty Yvaine vyznává myši Tristanovi svou lásku. Na trhu Špindíra Sal vrací Tristanovi jeho vlastní podobu.
Tristan, leč v podobě myši, slyšel a pochopil vyznání od Yvaine a přiznává jí, že je do ni také zamilovaný. Na trhu si najímají pokoj. Druhého dne ráno Tristan uřízne Yvaine pramínek vlasů a vydává se za Victorií, tak jak slíbil, a oznámil jí, že už o ní nemá zájem. Zanechává zkaz pro Yvaine u hostinského. Ten však zprávu zkomolí a ze vzkazu vyplyne, že se Tristan vrací za svou pravou láskou Victorií. Když si Yvaine tuto zprávu vyslechne, jde se zlomeným srdcem ke zdi přes trh, kde ji hledá královna čarodějnic Lamia. Mimo Lamii si jí všimne i Una, Tristanova matka, nyní v lidské podobě. Ta uzavře povoz, ve kterém spí Špindíra Sal, a s povozem se vydává za Yvaine. Ještě než stačí Yvaine překročit zeď, za kterou by se z ní stal jen hvězdný prach, dožene jí Una se vzbuzenou Sal a následně i Lamia. Sal dojde, že je zde přítomná i hvězda, tak začne s Lamií bojovat, Sal následně umírá. Tohoto boje byl svědkem i hlídač schovaný za zdí. Lamia zajímá Yvaine i Unu a odváží je do svého sídla, ke svým dvěma sestrám.
Když se Tristan vrací za zeď u průchodu, potkává vystrašeného hlídače. Ten mu vylíčí, co se stalo. Tristan prohledá povoz čarodějnice Sal, ve kterém objeví skleněnou sněženku a z povozu vypřáhne koně, na kterém se vydává zachránit Yvaine. Před sídlem čarodějnic potkává Tristan i posledního prince Septima, se kterým se vydává do boje proti čarodějnicím. Septimus zabíjí jednu z čarodějnic, pak je však zabit královnou Lamií. Tristan se zatím měl postarat o Unu, kterou mylně považovali za jednu z čarodějnic. Dozvídá se od ní, že je jeho matkou. Tristan se vrhne do boje s posledními dvěma čarodějnicemi. První se zbaví tak, že na ni vypustí zvířata určená k provozovaní magických rituálů. Lamie je však moc silná a Tristanovi se nedaří jí porazit. Když už situace vypadá beznadějně, řekne Yvaine Tristanovi, ať jí obejme. Po obejmutí začne Yvaine zářit tak silně, že Lamiu spálí na popel.
Tristan, syn princezny Uny, dcery krále Hromotvrzi, se jako poslední dědic královské krve stává králem a Yvaine královnou. Vypravěč na závěr vysvětluje, že když jejich děti vyrostly, Tristan a Yvaine se díky babylonské svíčce dostali na oblohu, kde spolu žijí šťastně až na věky.

## Postavy a jejich představitelé
- Charlie Cox jako hlavní postava Tristan Thorn.
- Claire Danesová jako Yvaine, hvězda a láska, kterou našel Tristan Thorn.
- Michelle Pfeifferová jako Lamia, královna čarodějnic, která se pokoušela získat srdce spadlé hvězdy.
- Sienna Miller jako Victoria Forester, pro kterou šel Tristran hledat spadlou hvězdu.
- Ben Barnes jako mladý Dunstan Thorn.
- Nathaniel Parker jako Dunstan Thorn, Tristanův otec.
- Robert De Niro jako pirátský kapitán Shakespeare.
- Peter O'Toole jako král Hromotvrzi.
- Jason Flemyng jako princ Primus, prvorozený syn krále Hromotvrzi.
- Mark Strong jako princ Septimus, nejmladší ze sedmi synů krále Hromotvrzi.
- Kate Magowan jako princezna Una, Tristanova matka, otrokyně čarodějnice Špindíry Sal.
- Melanie Hill jako čarodějnice Špindíra Sal.
- Henry Cavill jako Humphrey, Victoriin přítel.
- David Kelly jako strážný zdi.
- Rupert Everett jako princ Secundus, který byl zabit v úvodní části filmu a nahrazen přízrakem.
- Mark Heap jako princ Tertius, který umřel na otravu v začátcích filmu a byl nahrazen přízrakem.
- Julian Rhind-Tutt jako přízrak prince Quartuse.
- Adam Buxton jako přízrak prince Quintuse.
- David Walliams jako přízrak prince Sextuse.
- Ricky Gervais jako častý zákazník kapitána Shakespeare.
- Joanna Scanlan jako Mormo, jedna z Lamiiných sester.
- Sarah Alexander jako Empusa, nejmladší z Lamiiných sester.
- Mark Williams jako lidská podoba kozla, hostinský Billy.
- Jake Curran jako Bernard, vesničan proměněný v děvečku, kterou hrála Olivia Grant.

## Natáčení
V polovině dubna 2006 se začaly natáčet hlavní scény filmu. Některé scény se točily ve filmovém studiu Pinewood Studios v Londýně. Další scény se natáčely v Anglii ve Skotsku, Walesu a na Islandu.
Seznam lokací, kde se natáčelo:
Anglie:

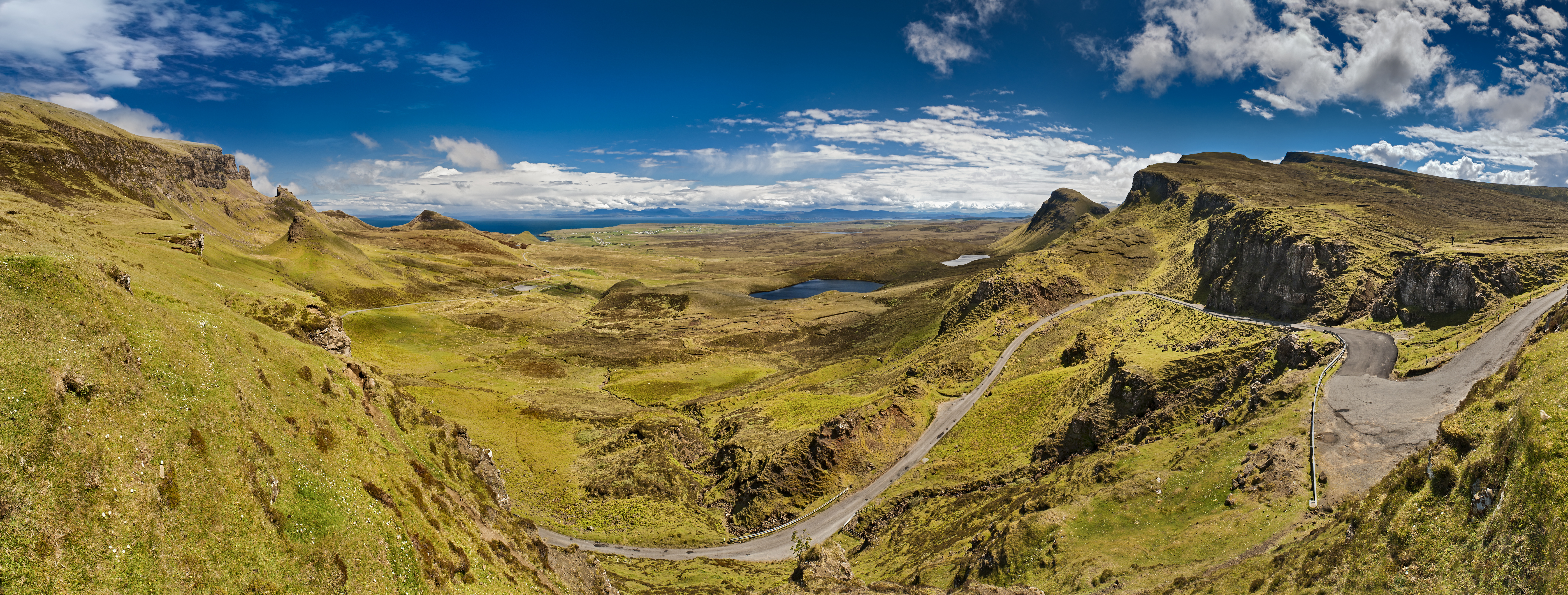
Oblast Quiraing z ostrova Skye

- Vesnice Apsley v hrabství Hertfordshire.
- Stavení Arlington Row ve vesnici Bibury nacházející se v hrabství Gloucestershire. (okolí kolem Victoriina domu)
- Ashridge Park ve vesnici Little Gaddesden nacházející se v hrabství Hertfordshire. (průchod ve zdi)
- Black Park ve vesnici Iver Heath nacházející se v hrabství Buckinghamshire. (cesta lesem Tristrana a Yvaine)
- Město Borehamwood v hrabství Hertfordshire.
- Britons Arms coffee shop v ulici Elm Hill ve městě Norwich, nacházející se v hrabství Norfolk. (hospoda U zamaskovaného prince)
- Hrad Castle Combe nacházející se v hrabství Wiltshire. (pouliční záběry ve Zdi)
- Kopce Cotswolds nacházející se v hrabství Oxfordshire.
- Ulice Elm Hill ve městě Norwich nacházející se v hrabství Norfolk. (Stormhold, záběry ulice a tržiště)
- Město Hemel Hempstead v hrabství Hertfordshire.
- Skladiště Keeley Hire Warehouse ve městě Hoddesdon nacházející se v hrabství Hertfordshire. (scény, když kapitán Shakespeare prodává blesky)
- Vojenský prostor Menwith Hill v hrabství North Yorkshire.
- Hlavní britské filmové studio Pinewood Studios ve městě Iver Heath nacházející se v hrabství Buckinghamshire.
- Stowe Landscape Gardens v panství Stowe House ve vesnici Buckingham nacházející se v hrabství Buckinghamshire.
- Panství Stowe House ve vesnici Buckingham nacházející se v hrabství Buckinghamshire.

Skotsko:
- Vesnice Isleornsay z ostrova Skye nacházející se na skotské vysočině (Highland).
- Fairy Hills z ostrova Skye nacházející se na skotské vysočině (Highland). (záběry, když Lamie dorazila k povozu Sal)
- Jezero Loch Lomond z oblasti Argyll and Bute.
- Oblast Quiraing z ostrova Skye nacházející se na skotské vysočině (Highland). (scény, když Lamia používá runy a Tristran a Yvaine najdou cestu ke zdi)

Wales:
- Jezero Llyn y Fan Fach v hrabství Carmarthenshire.

Island:
- Island.
- Město Höfn.
- Přístavní město Hafnarfjörður. (scéna, kdy Septimus používá runy, aby věděl, jakou cestou se má vydat)

## Hudba
Hudba k filmu byla zahrána Londýnským metropolitním orchestrem.
Ve filmu zazní tyto klasické skladby:
- skladba "Kankán" z "Orfeus v podsvětí" od J. Offenbacha
- skladba "Slovanské tance I. řada, Op.46:č.6 v D dur, Allegretto Scherzando (sousedská)" od Antonína Dvořáka

Pro závěrečné titulky byla nahrána píseň „Rule The World“ od britské chlapecké skupiny Take That.
Trailer k filmu doprovázela skladba "Eradication Instincts Defined" od norské black metalové skupiny Dimmu Borgir.

## Premiéry
Světová premiéra proběhla v amerických a ruských kinech 10. dubna 2007.
Premiéra v českých i slovenských kinech proběhla 27. září 2007.
Film byl vydán v obou regionech na DVD a HD DVD 18. prosince 2007.
V České republice vyšel na DVD 9. dubna 2008. Ve vydavatelství Magic Box, a. s.
DVD mimo jiné obsahovaly: film Dobrá znamení: Jak se točil film, vynechané scény, nepovedené scény a trailer.